# HD 129132
 (août 2025).
Désignations
HD 129132 est une étoile multiple de la constellation du Bouvier, située à 323 ± 4 a.l. (∼ 99 pc) de la Terre.